# Eucalyptus fastigata
Eucalyptus fastigata är en myrtenväxtart som beskrevs av Deane och Joseph Henry Maiden. Eucalyptus fastigata ingår i släktet Eucalyptus och familjen myrtenväxter. Inga underarter finns listade i Catalogue of Life.

## Bildgalleri

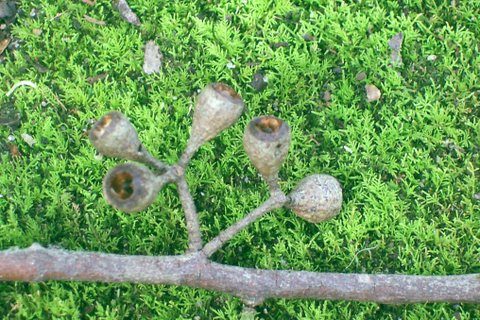